# Santa Maria-Figaniella
Santa Maria-Figaniella (in francese Santa-Maria-Figaniella, in corso Santa Maria è Figaniedda) è un comune francese di 82 abitanti situato nel dipartimento della Corsica del Sud nella regione della Corsica.

## Società

### Evoluzione demografica
Abitanti censiti